# Марк Эмилий Лепид (консул 285 года до н. э.)
Марк Эми́лий Ле́пид  (лат. Marcus Aemilius Lepidus; около 325 — после 275 гг. до н. э.) — римский государственный деятель начала III века до н. э.
Основатель ветви Лепидов рода Эмилиев. Стал первым из своего рода носить когномен Lepidus — «красивый». Об этом Лепиде известно очень мало.
В 285 году до н. э. стал консулом. Его коллегой по консулату был Гай Клавдий Канина.
У Лепида было два сына — Марк (отец консула 232 года до н. э. Марка Эмилия Лепида) и Маний (отец децемвира по священным делам Мания Эмилия Нумиды, умершего в 212 году).